# مارثا كلاين
مارثا كلاين (بالإنجليزية: Martha Klein)‏ هي فيلسوفة بريطانية، ولدت في أبريل 1941 في كاليفورنيا في الولايات المتحدة.